# Equiparazione dei gradi delle forze armate e delle forze di autodifesa giapponesi
Questa pagina contiene l'elenco dei gradi militari e delle relative mostrine delle Jieitai, dell'esercito e della marina imperiali giapponesi, oltre a quelli delle forze di polizia
| Rikujō Jieitai                           | Kōkū Jieitai                         | Kaijō Jieitai                         | Dai-Nippon Teikoku Rikugun              | Dai-Nippon Teikoku Kaigun              | Kaijō Ho'an-chō                                                       | Nihon no Keisatsu            |
| ---------------------------------------- | ------------------------------------ | ------------------------------------- | --------------------------------------- | -------------------------------------- | --------------------------------------------------------------------- | ---------------------------- |
|                                          |                                      |                                       |                                         |                                        |                                                                       |                              |
| IMPERATORE DEL GIAPPONE                  |                                      |                                       |                                         |                                        |                                                                       |                              |
| nessun corrispondente                    | nessun corrispondente                | nessun corrispondente                 | 大元帥陸軍大将 Daigensui-Rikugun-Taishō | 大元帥海軍大将 Daigensui-Kaigun-Taishō | nessun corrispondente                                                 | nessun corrispondente        |
| UFFICIALI GENERALI e UFFICIALI AMMIRAGLI |                                      |                                       |                                         |                                        |                                                                       |                              |
| nessun corrispondente                    | nessun corrispondente                | nessun corrispondente                 | 元帥陸軍大将 Gensui-Rikugun-Taishō      | 元帥海軍大将 Gensui-Kaigun-Taishō      | nessun corrispondente                                                 | nessun corrispondente        |
| 幕僚長たる陸将 Bakuryōchō-taru-Rikushō   | 幕僚長たる空将 Bakuryōchō-taru-Kūshō | 幕僚長たる海将 Bakuryōchō-taru-Kaishō | 陸軍大将 Rikugun-Taishō                 | 海軍大将 Kaigun-Taishō                 | 海上保安庁長官 Kaijōhoannchō-chōkan                                   | 警察庁長官 Keisatuchō-chōkan |
| 幕僚長たる陸将 Bakuryōchō-taru-Rikushō   | 幕僚長たる空将 Bakuryōchō-taru-Kūshō | 幕僚長たる海将 Bakuryōchō-taru-Kaishō | 陸軍大将 Rikugun-Taishō                 | 海軍大将 Kaigun-Taishō                 | 海上保安庁長官 Kaijōhoannchō-chōkan                                   | 警視総監 Keisi-sōkan         |
| 陸将 Rikushō                             | 空将 Kūshō                           | 海将 Kaishō                           | 陸軍中将 Rikugun-Chūjō                  | 海軍中将 Kaigun-Chūjō                  | 海上保安庁次長および海上保安監 Kaijōhoanchō-jichō oyobi kaijō-hoankan | 警視監 Keisi-kan             |
| 陸将 Rikushō                             | 空将 Kūshō                           | 海将 Kaishō                           | 陸軍中将 Rikugun-Chūjō                  | 海軍中将 Kaigun-Chūjō                  | 一等海上保安監甲 Ittō kaijō hoankan-kō                                | 警視監 Keisi-kan             |
| 陸将補 Rikushōho                         | 空将補 Kūshōho                       | 海将補 Kaishōho                       | 陸軍少将 Rikugun-Shōshō                 | 海軍少将 Kaigun-Shōshō                 | 一等海上保安監乙 Ittō kaijō hoankan-otsu                              | 警視長 Keishi-chō            |
| UFFICIALI SUPERIORI                      |                                      |                                       |                                         |                                        |                                                                       |                              |
| 1等陸佐 Ittōrikusa                       | 1等空佐 Ittōkūsa                     | 1等海佐 Ittōkaisa                     | 陸軍大佐 Rikugun-Taisa                  | 海軍大佐 Kaigun-Daisa                  | 二等海上保安監 Nittō kaijō hoankan                                    | 警視正 Keishi-sei            |
| 2等陸佐 Nitōrikusa                       | 2等空佐 Nitōkūsa                     | 2等海佐 Nitōkaisa                     | 陸軍中佐 Rikugun-Chūsa                  | 海軍中佐 Kaigun-Chūsa                  | 三等海上保安監 Santō kaijō hoankan                                    | 警視 Keishi                  |
| 3等陸佐 Santōrikusa                      | 3等空佐 Santōkūsa                    | 3等海佐 Santōkaisa                    | 陸軍少佐 Rikugun-Shōsa                  | 海軍少佐 Kaigun-Shōsa                  | 一等海上保安正 Ittō kaijō hoansei                                     | 警視 Keishi                  |
| UFFICIALI INFERIORI                      |                                      |                                       |                                         |                                        |                                                                       |                              |
| 1等陸尉 Ittōrikui                        | 1等空尉 Ittōkūji                     | 1等海尉 Ittōkaii                      | 陸軍大尉 Rikugun-Taii                   | 海軍大尉 Kaigun-Daii                   | 二等海上保安正 Nitō kaijō hoansei                                     | 警部 Keibu                   |
| 2等陸尉 Nitōrikui                        | 2等空尉 Nitōkūi                      | 2等海尉 Nitōkaii                      | 陸軍中尉 Rikugun-Chūi                   | 海軍中尉 Kaigun-Chūi                   | 二等海上保安正 Nitō kaijō hoansei                                     | 警部 Keibu                   |
| 3等陸尉 Santōrikui                       | 3等空尉 Santōkūi                     | 3等海尉 Santōkaii                     | 陸軍少尉 Rikugun-Shōi                   | 海軍少尉 Kaigun-Shōi                   | 三等海上保安正 Santō kaijō hoanmasa                                   | 警部補 Keibu-ho              |
| RUOLO MARESCIALLI                        |                                      |                                       |                                         |                                        |                                                                       |                              |
| 准陸尉 Junrikui                          | 准空尉 Junkūi                        | 准海尉 Junkaii                        | 准尉 Jun'i                              | 兵曹長 Heisō-chō                       | nessun corrispondente                                                 | nessun corrispondente        |
| RUOLO SERGENTI                           |                                      |                                       |                                         |                                        |                                                                       |                              |
| 陸曹長 Rikusōchō                         | 空曹長 Kūsōchō                       | 海曹長 Kaisōchō                       | nessun corrispondente                   | nessun corrispondente                  | nessun corrispondente                                                 | nessun corrispondente        |
| 1等陸曹 Ittōrikusō                       | 1等空曹 Ittōkūsō                     | 1等海曹 Ittōkaisō                     | 曹長 Sōchō                              | 上等兵曹 Jōtōheisō                     | 一等海上保安士 Ittō kaijō hoanshi                                     | 巡査部長 Junsa-buchō         |
| 2等陸曹 Nitōrikusō                       | 2等空曹 Nitōkūsō                     | 2等海曹 Nitōkaisō                     | 軍曹 Gunsō                              | 一等兵曹 Ittōheisō                     | 二等海上保安士 Nitō kaijō hoanshi                                     | 巡査長 Junsa-chō             |
| 3等陸曹 Santōrikusō                      | 3等空曹 Santōkūsō                    | 3等海曹 Santōkaisō                    | 伍長 Gochō                              | 二等兵曹 Nitōheisō                     | 三等海上保安士 Santō kaijō hoanshi                                    | 巡査 Junsa                   |
| TRUPPA                                   |                                      |                                       |                                         |                                        |                                                                       |                              |
| nessun corrispondente                    | nessun corrispondente                | nessun corrispondente                 | 兵長 Heichō                             | 水兵長 Suiheichō                       | nessun corrispondente                                                 | nessun corrispondente        |
| 陸士長 Rikushichō                        | 空士長 Kūshichō                      | 海士長 Kaishichō                      | 上等兵 Jōtōhei                          | 上等水兵 Jōtōsuihei                    | 一等海上保安士補 Ittō kaijō hoanshiho                                 | nessun corrispondente        |
| 1等陸士 Ittōrikushi                      | 1等空士 Ittōkūshi                    | 1等海士 Ittōkaishi                    | 一等兵 Ittōhei                          | 一等水兵 Ittōsuihei                    | 二等海上保安士補 Nitō kaijō hoanshiho                                 | nessun corrispondente        |
| 2等陸士 Nitōrikushi                      | 2等空士 Nitōkūshi                    | 2等海士 Nitōkaishi                    | 二等兵 Nitōhei                          | 二等水兵 Nitōsuihei                    | 三等海上保安士補 Santō kaijō hoanshiho                                | nessun corrispondente        |
| 3等陸士 Santōrikusi                      | 3等空士 Santōkūsi                    | 3等海士 Santōkaisi                    | 二等兵 Nitōhei                          | 二等水兵 Nitōsuihei                    | 三等海上保安士補 Santō kaijō hoanshiho                                | nessun corrispondente        |
| 自衛官候補生 Jieikankōhosei              | 自衛官候補生 Jieikankōhosei          | 自衛官候補生 Jieikankōhosei           | 二等兵 Nitōhei                          | 二等水兵 Nitōsuihei                    | 三等海上保安士補 Santō kaijō hoanshiho                                | nessun corrispondente        |